# Groupe des Écoles centrales
Groupe des Écoles centrales (tidigare Intergroupe des Écoles centrales) är en sammanslutning av ett antal tekniska högskolor, skapad 1990. Medlemmarna av sammanslutningen är fem franska tekniska högskolor och en franskspråkig teknisk högskola i Peking:
- École Centrale Paris, grundad 1829
- École Centrale de Lille, grundad 1854
- École Centrale de Lyon, grundad 1857
- École Centrale de Marseille, grundad 1890
- École Centrale de Nantes, grundad 1919
- École Centrale de Pékin, grundad 2005.

De olika École Centrale är inriktade på allmän ingenjörsutbildning på master-nivån (300 ECTS-poäng). Tillsammans utexaminerar de 1 500 studenter per år. Lärarkåren omfattar 600 på heltid och 2000 på deltid, och därutöver 280 forskare.

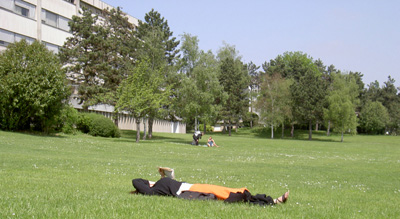
École Centrale Paris
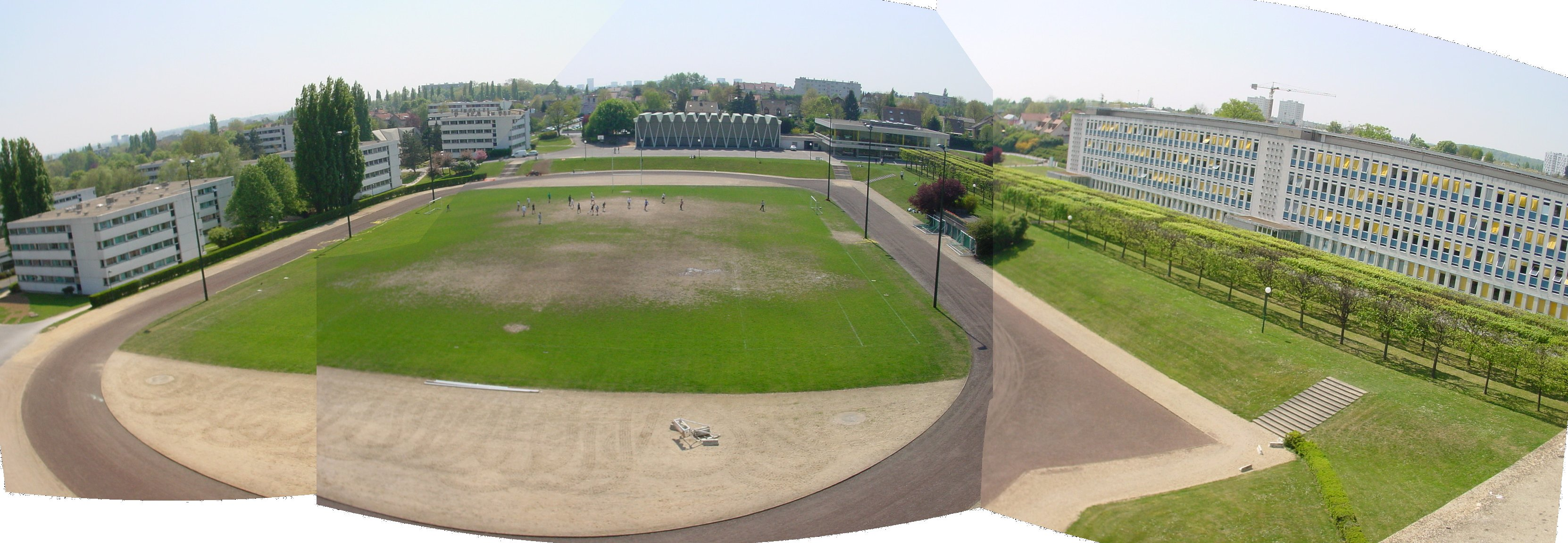
École Centrale Paris
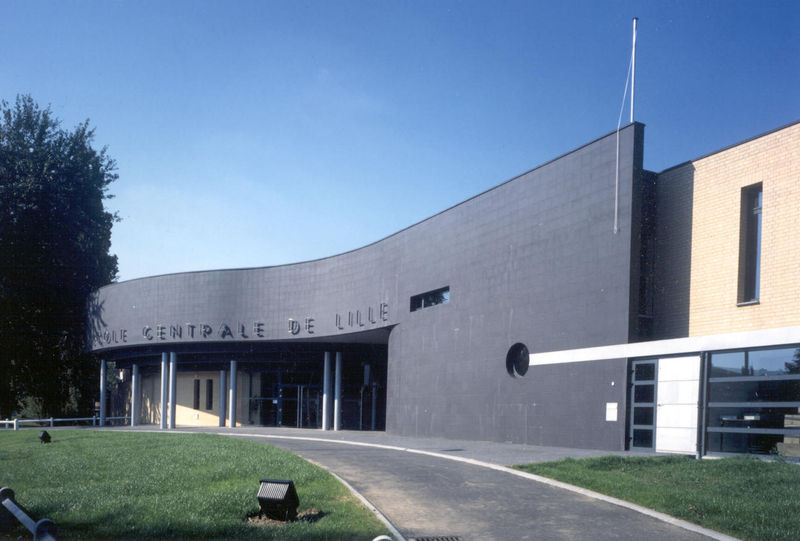
École Centrale de Lille
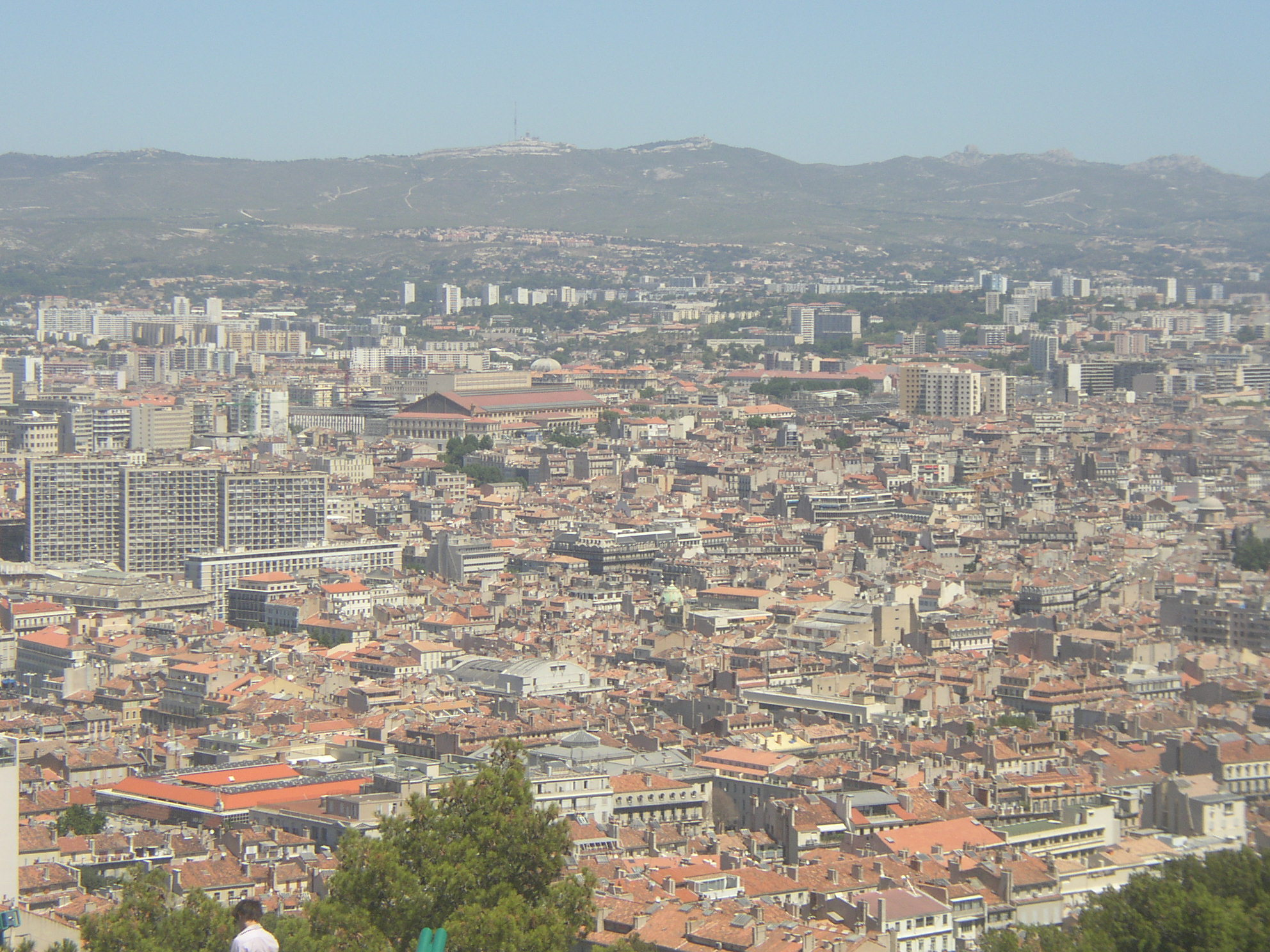
École centrale de Marseille
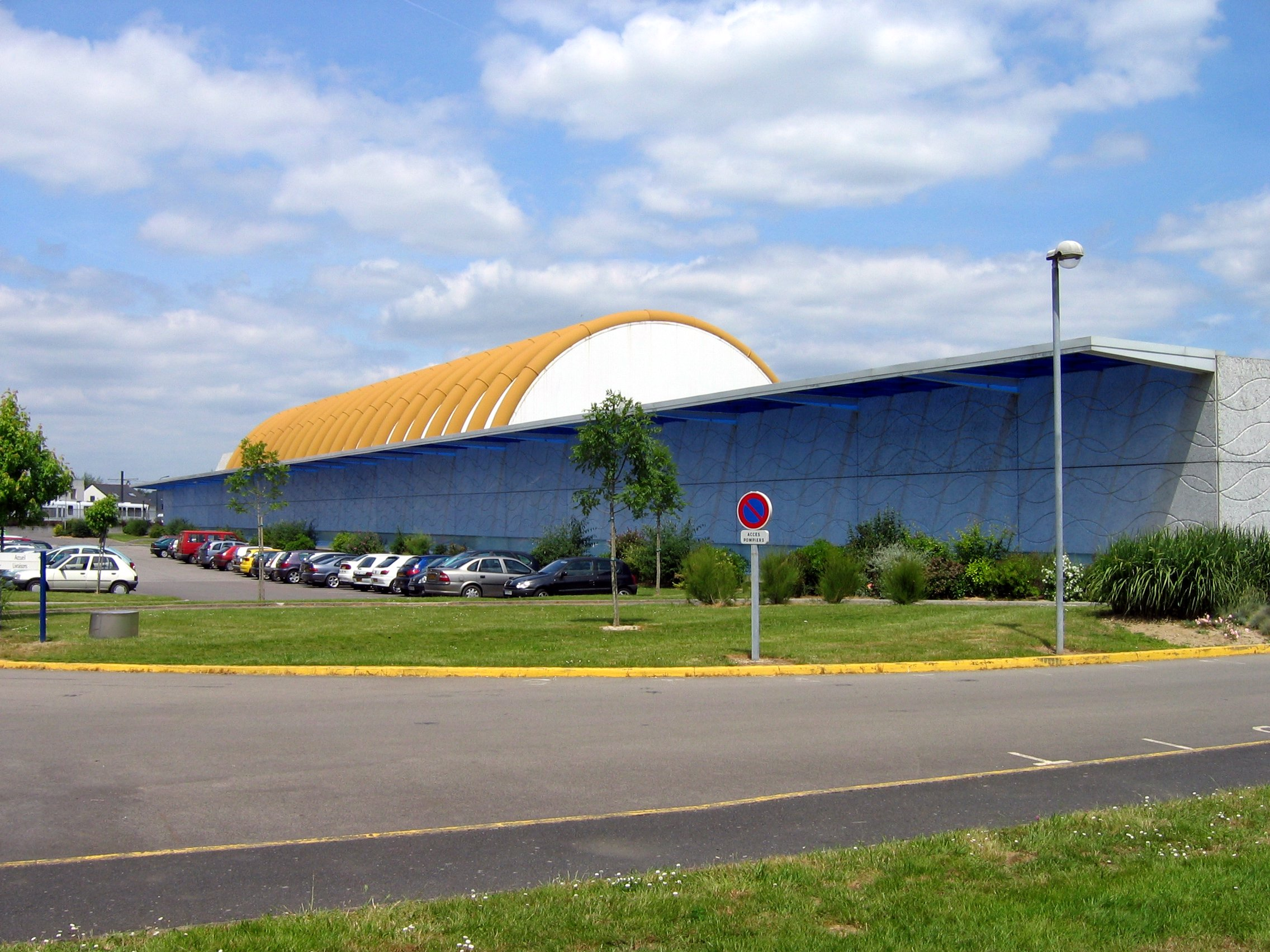
École Centrale de Nantes